# Csermelyi József
Csermelyi József (angolul: Joseph Csermelyi) (?, 1830 — New York, 1878.) magyar hadnagy a magyar honvéd hadseregben; hadnagy, százados, majd őrnagy az amerikai polgárháborúban az unionisták oldalán.

## Életútja
Az egyetemi padsorból, a filozófia szakról került az 1848–49-es forradalom és szabadságharcba, a magyar honvéd hadseregben, a 33. huszárezredben harcolt hadnagyi rangban. A magyar szabadságharc leverése után az osztrák seregbe sorozták be, sikerült onnan kiszabadulnia és 1850-ben emigrált az Amerikai Egyesült Államokba. 1851-ben belekeveredett a Narciso López (1797-1851) vezette kubai kalandba, Csermelyi a „szerencsésebbek” közé tartozott, nem végezték ki a spanyolok, hanem kényszermunkára vitték az észak afrikai Ceuta ólombányáiba, másfél évet raboskodott itt, majd visszaengedték Amerikába.
1861 szeptember 9-én mint főhadnagy lépett be a 45. New York-i gyalogezred „K” századába, majd 1862-ben századossá léptették elő. Szolgált Daniel Ullmann (1797-1892) vezérőrnagy Afrikai Dandárjának 5. ezredében, amely később a 10. Gyalogezred, Corps d‟Afrique lett. Később ebből alapították meg a 82. Néger gyalogezredet. Századosi beosztásban kiemelkedő bátorságról tett tanúbizonyságot a Fort Blakely-i csatában (Alabama, 1865. április 2-9.), amely után őrnaggyá léptették elő.
Csermelyi is azon katonai vezetők (Asbóth Sándor, Dobozy Péter Pál, Ruttkay Albert, Zsulavszky László, Zsulavszky Emil, Zsulavszky Zsigmond) sorába tartozott, akik harcoltak néger csapatokkal az unionisták mellett.
A polgárháború befejezése után évekig részt vett a New York-i magyarok közéletében, az 1865. október 14-én alapított New York-i Magyar Egyletben a negyedik elnökválasztás győztese Csermelyi József lett. 1878-ban halt meg New Yorkban, 48 éves korában.

## Emlékezete
Megörökítették nevét a washingtoni Afroamerikai Polgárháborús Emlékmű talapzatán.